# Хиславичский район
Хиславичский район — административно-территориальная единица (район) и муниципальное образование (муниципальный район) на юго-западе Смоленской области России.
Административный центр — посёлок городского типа Хиславичи.

## География
Территориально район граничит: на северо-востоке с Починковским, на севере-западе с Монастырщинским, на юге с Шумячским районами Смоленской области. На западе район граничит с Беларусью. Площадь территории — 1161,04 км².
Район расположен в Сожско-Остёрской низине, лишь на юго-западе есть отрог Рославльско-Шумячской возвышенности. Крупная река Сож. Много болот.
Почвы в районе дерново-сильно- и среднеподзолистые почвы на суглинках, супесях и лёссовидных породах. Леса занимают 17,9 % территории, в основном сосновые.

## История
В конце VII — начале VIII века на нынешней территории Хиславичского района проживали балтские (тушемлинские) племена, которые вскоре ассимилировались со славянами. С конца IX – начала X века эта группа племен окончательно сформировалась, и известна в летописях под именем кривичей.
С XII века территория нынешнего района принадлежала Смоленскому княжеству, а с конца XII века — подчиняющемуся ему Мстиславскому княжеству. До 1359 года территория периодически принадлежала Великому княжеству Литовскому и Смоленским землям. После 1359 года вместе со всем Мстиславским княжеством эта земля вошла в состав Великого княжества Литовского, а впоследствии и Речи Посполитой. Мстиславское княжество было упразднено в 1483 году, а Хиславичи впервые упоминаются в 1526 году. В 1772 году в результате Первого раздела Польши эта область была передана Российской империи, и включена в состав вновь образованной Могилевской губернии в составе Мстиславского уезда.
В 1919 году Могилевская губерния была упразднена, а Мстиславский уезд передан Смоленской губернии. 3 марта 1924 года половина Мстиславского уезда была передана Белорусской ССР, а семь волостей, в том числе Хиславичи, остались в составе Смоленской губернии.
В 1928 году был создан Хиславичский район, который с 1929 по 1937 год входил в состав Рославльского округа Западной области, с 1937 года — в составе Смоленской области. В 1963 году район был присоединен к Монастырщинскому району, восстановлен в существующем виде в 1965 году.
До второй половины XX века, в связи с ранее располагавшейся чертой оседлости, на территории района проживала многочисленная группа этнических евреев, которая в основном располагалась в самих Хиславичах и в местечке Захарино.
9 сентября 1904 года хиславичское еврейское общество, во главе с общественным раввином, преподнесло соседней помещице, супруге генерала-лейтенанта Клавдии Карловне Энгельгардт древнюю библию на древне-еврейском языке, которая насчитывала на тот момент более 300 лет, «в знак благодарности за многие услуги и благодеяния, оказанные еврейскому населению в продолжении многих лет».
Во время Великой Отечественной войны почти всё еврейское население района было уничтожено немецкими войсками.
Хиславичский район находился под немецкой оккупацией с 16 июля 1941 года и был освобождён 26 сентября 1943 года в ходе Смоленской наступательной операции.
Всего за время оккупации было уничтожено 2496 домов колхозников, 157 скотных дворов, 97 конюшен, 37 свинарников, 36 овчарен, 622 сарая, 41 птицеферма, 413 зерносушилок, 20 кузниц, 8 водяных мельниц, 443 гумна, 7 мостов, сожжено 23 деревни, на фашистскую каторгу было угнано более 605 юношей и девушек, свыше 1400 человек расстреляны. В поселке фашисты создали еврейское гетто, куда было согнано 797 человек, в октябре 1941 года они были все расстреляны, а 20 марта 1942 года гитлеровцы расстреляли еще 125 евреев. Всего за время оккупации в районе было расстреляно и замучено 2280 мирных граждан, из них 298 детей, 333 женщины, 95 стариков.

## Население
| 2002   | 2009    | 2010  | 2011  | 2012  | 2013  | 2014  | 2015  | 2016  |
| ------ | ------- | ----- | ----- | ----- | ----- | ----- | ----- | ----- |
| 12 007 | ↘10 133 | ↘9217 | ↘9030 | ↘8740 | ↘8536 | ↘8327 | ↘8106 | ↘7967 |
| 2017   | 2018    | 2019  | 2020  | 2021  | 2024  |       |       |       |
| ↘7887  | ↘7735   | ↘7607 | ↗7618 | ↘6719 | ↘6419 |       |       |       |

### Урбанизация
В городских условиях (пгт Хиславичи) проживают  48,22 % населения района.

### Национальный состав
По итогам переписи населения 2020 года проживали следующие национальности (национальности менее 0,1 % и другое, см. в сноске к строке «Другие»):
| Национальность | Численность, чел. | Доля     |
| -------------- | ----------------- | -------- |
| Русские        | 6435              | 95,77 %  |
| Украинцы       | 55                | 0,82 %   |
| Белорусы       | 49                | 0,73 %   |
| Азербайджанцы  | 26                | 0,39 %   |
| Узбеки         | 13                | 0,19 %   |
| Молдаване      | 8                 | 0,12 %   |
| Другие         | 133               | 1,98 %   |
| Итого          | 6719              | 100,00 % |

## Муниципально-территориальное устройство
В муниципальный район входят одно городское поселение и шесть сельских поселений:
| № | Муниципальное образование         | Административный центр | Количество населённых пунктов | Население (чел.) | Площадь (км²) |
| - | --------------------------------- | ---------------------- | ----------------------------- | ---------------- | ------------- |
| 1 | Хиславичское городское поселение  | пгт Хиславичи          | 3                             | ↘3320            | 13,32         |
| 2 | Владимировское сельское поселение | деревня Владимировка   | 7                             | ↘92              |               |
| 3 | Городищенское сельское поселение  | деревня Городище       | 28                            | ↘923             |               |
| 4 | Кожуховичское сельское поселение  | деревня Братковая      | 26                            | ↘598             |               |
| 5 | Корзовское сельское поселение     | деревня Корзово        | 22                            | ↘693             |               |
| 6 | Печерское сельское поселение      | деревня Печёрская Буда | 42                            | ↘676             |               |
| 7 | Череповское сельское поселение    | деревня Черепово       | 21                            | ↘325             |               |

Первоначально Законом Смоленской области от 20 декабря 2004 года было создано 12 муниципальных образований, в том числе 1 городское и 11 сельских поселений. Законом Смоленской области от 20 декабря 2018 года, к 1 января 2019 года были упразднены 5 сельских поселений: Иозефовское и Соинское (включены в Городищенское сельское поселение); Колесниковское (включено в Кожуховичское сельское поселение); Упинское (включено в Корзовское сельское поселение); Микшинское (включено в Печерское сельское поселение).
| №  | Муниципальное образование 2005—2018 гг. | Административный центр | Количество населённых пунктов | Население (чел.) | Площадь (км²) |
| -- | --------------------------------------- | ---------------------- | ----------------------------- | ---------------- | ------------- |
| 1  | Хиславичское городское поселение        | пгт Хиславичи          | 3                             | ↘3320            | 13,32         |
| 2  | Владимировское сельское поселение       | деревня Владимировка   | 7                             | ↘92              | 49,56         |
| 3  | Городищенское сельское поселение        | деревня Городище       | 12                            | ↘923             | 98,89         |
| 4  | Иозефовское сельское поселение          | деревня Иозефовка      | 9                             | ↘295             | 44,67         |
| 5  | Кожуховичское сельское поселение        | деревня Братковая      | 19                            | ↘598             | 139,48        |
| 6  | Колесниковское сельское поселение       | деревня Большие Хутора | 7                             | ↘122             | 80,08         |
| 7  | Корзовское сельское поселение           | деревня Корзово        | 10                            | ↘693             | 100,61        |
| 8  | Микшинское сельское поселение           | деревня Микшино        | 15                            | ↘209             | 62,21         |
| 9  | Печерское сельское поселение            | деревня Печёрская Буда | 27                            | ↘676             | 246,12        |
| 10 | Соинское сельское поселение             | деревня Соино          | 7                             | ↘195             | 63,85         |
| 11 | Упинское сельское поселение             | деревня Упино          | 12                            | ↘250             | 94,94         |
| 12 | Череповское сельское поселение          | деревня Черепово       | 21                            | ↘325             | 173,47        |

## Населённые пункты
В Хиславичском районе 149 населённых пунктов, в том числе пгт и 148 сельских населённых пунктов.
| №   | Населённый пункт   | Тип     | Население | Муниципальное образование         |
| --- | ------------------ | ------- | --------- | --------------------------------- |
| 1   | Хиславичи          | пгт     | ↘3095     | Хиславичское городское поселение  |
| 2   | Александровка      | деревня | 7         | Кожуховичское сельское поселение  |
| 3   | Анновка            | деревня | 32        | Корзовское сельское поселение     |
| 4   | Базылевка          | деревня | 0         | Кожуховичское сельское поселение  |
| 5   | Бахаревка          | деревня | 41        | Городищенское сельское поселение  |
| 6   | Белица             | деревня | 18        | Печерское сельское поселение      |
| 7   | Богдановка         | деревня | 38        | Городищенское сельское поселение  |
| 8   | Болотово           | деревня | 11        | Печерское сельское поселение      |
| 9   | Большие Лызки      | деревня | 92        | Корзовское сельское поселение     |
| 10  | Большие Хутора     | деревня | 136       | Кожуховичское сельское поселение  |
| 11  | Большое Шкундино   | деревня | 2         | Печерское сельское поселение      |
| 12  | Боровая            | деревня | 0         | Городищенское сельское поселение  |
| 13  | Боровка            | деревня | 0         | Владимировское сельское поселение |
| 14  | Братковая          | деревня | 160       | Кожуховичское сельское поселение  |
| 15  | Будяки             | деревня | 7         | Городищенское сельское поселение  |
| 16  | Ващиловка          | деревня | 15        | Корзовское сельское поселение     |
| 17  | Владимировка       | деревня | 112       | Владимировское сельское поселение |
| 18  | Водотока           | деревня | 2         | Череповское сельское поселение    |
| 19  | Вороновка          | деревня | 15        | Городищенское сельское поселение  |
| 20  | Выдрица            | деревня | 4         | Печерское сельское поселение      |
| 21  | Высокая Буда       | деревня | 0         | Печерское сельское поселение      |
| 22  | Вяземка            | деревня | 0         | Печерское сельское поселение      |
| 23  | Галушки            | деревня | 2         | Печерское сельское поселение      |
| 24  | Гороватка          | деревня | 70        | Печерское сельское поселение      |
| 25  | Городище           | деревня | 391       | Городищенское сельское поселение  |
| 26  | Городок            | деревня | 24        | Кожуховичское сельское поселение  |
| 27  | Городчанка         | деревня | 47        | Кожуховичское сельское поселение  |
| 28  | Горькавка          | деревня | 0         | Печерское сельское поселение      |
| 29  | Григорово          | деревня | 3         | Кожуховичское сельское поселение  |
| 30  | Гута               | деревня | 0         | Городищенское сельское поселение  |
| 31  | Доброхотовка       | деревня | 6         | Печерское сельское поселение      |
| 32  | Дубровка           | деревня | 21        | Печерское сельское поселение      |
| 33  | Духовщинка         | деревня | 4         | Череповское сельское поселение    |
| 34  | Дятловка           | деревня | 0         | Печерское сельское поселение      |
| 35  | Евлаши             | деревня | 1         | Кожуховичское сельское поселение  |
| 36  | Еловцы             | деревня | 5         | Корзовское сельское поселение     |
| 37  | Еловцы             | деревня | 3         | Череповское сельское поселение    |
| 38  | Жанвиль            | деревня | 135       | Городищенское сельское поселение  |
| 39  | Жигалки            | деревня | 43        | Городищенское сельское поселение  |
| 40  | Заборье            | деревня | 22        | Печерское сельское поселение      |
| 41  | Замошье            | деревня | 1         | Кожуховичское сельское поселение  |
| 42  | Зарево             | деревня | 159       | Печерское сельское поселение      |
| 43  | Заречье            | деревня | 33        | Кожуховичское сельское поселение  |
| 44  | Иванов Стан        | деревня | 4         | Корзовское сельское поселение     |
| 45  | Ивановка           | деревня | 0         | Череповское сельское поселение    |
| 46  | Иозефовка          | деревня | 254       | Городищенское сельское поселение  |
| 47  | Калиновка          | деревня | 2         | Владимировское сельское поселение |
| 48  | Канарщина          | деревня | 13        | Кожуховичское сельское поселение  |
| 49  | Кирпичный Завод    | посёлок |           | Хиславичское городское поселение  |
| 50  | Клюкино            | деревня | 190       | Кожуховичское сельское поселение  |
| 51  | Кобылкино          | деревня | 19        | Корзовское сельское поселение     |
| 52  | Кожуховичи         | деревня | 0         | Кожуховичское сельское поселение  |
| 53  | Козловка           | деревня | 95        | Печерское сельское поселение      |
| 54  | Козлово-1          | деревня | 63        | Корзовское сельское поселение     |
| 55  | Козлово-2          | деревня | 3         | Корзовское сельское поселение     |
| 56  | Колесники          | деревня | 21        | Кожуховичское сельское поселение  |
| 57  | Колобынино         | деревня | 0         | Кожуховичское сельское поселение  |
| 58  | Комаровка          | деревня | 17        | Печерское сельское поселение      |
| 59  | Корзово            | деревня | 376       | Корзовское сельское поселение     |
| 60  | Косачевка          | деревня | 4         | Печерское сельское поселение      |
| 61  | Коханово           | деревня | 17        | Корзовское сельское поселение     |
| 62  | Красиловка         | деревня | 0         | Печерское сельское поселение      |
| 63  | Красная Площадь    | деревня | 13        | Печерское сельское поселение      |
| 64  | Красное            | деревня | 2         | Владимировское сельское поселение |
| 65  | Красный Бор        | деревня | 8         | Городищенское сельское поселение  |
| 66  | Красный Посёлок    | деревня | 27        | Корзовское сельское поселение     |
| 67  | Кукуевка           | деревня | 20        | Печерское сельское поселение      |
| 68  | Ларьковка          | деревня | 10        | Городищенское сельское поселение  |
| 69  | Лен-Стан           | деревня | 0         | Печерское сельское поселение      |
| 70  | Лобановка          | деревня | 45        | Корзовское сельское поселение     |
| 71  | Лукавец            | деревня | 10        | Печерское сельское поселение      |
| 72  | Мадеевка           | деревня | 4         | Череповское сельское поселение    |
| 73  | Мазыки             | деревня | 41        | Кожуховичское сельское поселение  |
| 74  | Малинник           | деревня | 49        | Корзовское сельское поселение     |
| 75  | Малое Шкундино     | деревня | 0         | Печерское сельское поселение      |
| 76  | Малые Хутора       | деревня | 5         | Кожуховичское сельское поселение  |
| 77  | Мартыновка         | деревня | 17        | Печерское сельское поселение      |
| 78  | Машонка            | деревня | 0         | Печерское сельское поселение      |
| 79  | Медведовка         | деревня | 0         | Печерское сельское поселение      |
| 80  | Мешковка           | деревня | 1         | Корзовское сельское поселение     |
| 81  | Микшино            | деревня | 148       | Печерское сельское поселение      |
| 82  | Миловка            | деревня | 20        | Череповское сельское поселение    |
| 83  | Милюты             | деревня | 0         | Кожуховичское сельское поселение  |
| 84  | Михайлова Буда     | деревня | 0         | Корзовское сельское поселение     |
| 85  | Муравьево-1        | деревня | 32        | Череповское сельское поселение    |
| 86  | Муравьево-2        | деревня | 0         | Череповское сельское поселение    |
| 87  | Николаевка         | деревня | 0         | Владимировское сельское поселение |
| 88  | Никулино           | деревня | 15        | Череповское сельское поселение    |
| 89  | Новая Буда         | деревня | 11        | Городищенское сельское поселение  |
| 90  | Новая Воробьёвка   | деревня | 20        | Владимировское сельское поселение |
| 91  | Новая Рудня        | деревня | 107       | Череповское сельское поселение    |
| 92  | Ново-Александровка | деревня | 0         | Череповское сельское поселение    |
| 93  | Новый Стан         | деревня | 10        | Городищенское сельское поселение  |
| 94  | Огнеполье          | деревня | 0         | Печерское сельское поселение      |
| 95  | Октябрьское        | деревня | 91        | Кожуховичское сельское поселение  |
| 96  | Ореховка           | деревня | 11        | Череповское сельское поселение    |
| 97  | Осиновка           | деревня | 0         | Корзовское сельское поселение     |
| 98  | Переседенье        | деревня | 15        | Кожуховичское сельское поселение  |
| 99  | Петрополье         | деревня | 171       | Печерское сельское поселение      |
| 100 | Петуховка          | деревня | 0         | Череповское сельское поселение    |
| 101 | Петуховщина        | деревня | 0         | Печерское сельское поселение      |
| 102 | Печерск            | деревня | 1         | Печерское сельское поселение      |
| 103 | Печёрская Буда     | деревня | 180       | Печерское сельское поселение      |
| 104 | Пильники           | деревня | 6         | Печерское сельское поселение      |
| 105 | Пиряны             | деревня | 3         | Городищенское сельское поселение  |
| 106 | Плещицы            | деревня | 42        | Городищенское сельское поселение  |
| 107 | Подлужье           | деревня | 0         | Печерское сельское поселение      |
| 108 | Пожарищино         | деревня | 2         | Кожуховичское сельское поселение  |
| 109 | Понарь             | деревня | 0         | Городищенское сельское поселение  |
| 110 | Поплятино          | деревня | 13        | Кожуховичское сельское поселение  |
| 111 | Пыковка            | деревня | 12        | Городищенское сельское поселение  |
| 112 | Пытьки             | деревня | 1         | Печерское сельское поселение      |
| 113 | Родьковка          | деревня | 3         | Печерское сельское поселение      |
| 114 | Рудня              | деревня | 0         | Городищенское сельское поселение  |
| 115 | Селезеньки         | деревня | 28        | Корзовское сельское поселение     |
| 116 | Селище             | деревня | 0         | Кожуховичское сельское поселение  |
| 117 | Семыговка          | деревня | 0         | Корзовское сельское поселение     |
| 118 | Сиваи              | деревня | 18        | Городищенское сельское поселение  |
| 119 | Скверета           | деревня | 8         | Городищенское сельское поселение  |
| 120 | Слобода            | деревня | 32        | Корзовское сельское поселение     |
| 121 | Слобода            | деревня | 0         | Череповское сельское поселение    |
| 122 | Соино              | деревня | 164       | Городищенское сельское поселение  |
| 123 | Стайки             | деревня | 134       | Кожуховичское сельское поселение  |
| 124 | Старая Буда        | деревня | 1         | Печерское сельское поселение      |
| 125 | Старая Воробьевка  | деревня | 6         | Печерское сельское поселение      |
| 126 | Старый Стан        | деревня | 25        | Городищенское сельское поселение  |
| 127 | Суборовка          | деревня | 31        | Череповское сельское поселение    |
| 128 | Суздалевка         | деревня | 16        | Городищенское сельское поселение  |
| 129 | Суховилы           | деревня | 11        | Корзовское сельское поселение     |
| 130 | Тарановка          | деревня | 12        | Печерское сельское поселение      |
| 131 | Тереховка          | деревня | 3         | Череповское сельское поселение    |
| 132 | Трипутино          | деревня | 8         | Печерское сельское поселение      |
| 133 | Упино              | деревня | 166       | Корзовское сельское поселение     |
| 134 | Ускосы             | деревня | 28        | Кожуховичское сельское поселение  |
| 135 | Фролово            | посёлок |           | Хиславичское городское поселение  |
| 136 | Хайновщина         | деревня | 0         | Городищенское сельское поселение  |
| 137 | Хорошково          | деревня | 2         | Городищенское сельское поселение  |
| 138 | Хохловка           | деревня | 1         | Череповское сельское поселение    |
| 139 | Череповище         | деревня | 8         | Владимировское сельское поселение |
| 140 | Черепово           | деревня | 239       | Череповское сельское поселение    |
| 141 | Шабель             | деревня | 1         | Печерское сельское поселение      |
| 142 | Шатиловка          | деревня | 24        | Череповское сельское поселение    |
| 143 | Шашки              | деревня | 0         | Печерское сельское поселение      |
| 144 | Шеньковка          | деревня | 9         | Корзовское сельское поселение     |
| 145 | Шершневка          | деревня | 1         | Городищенское сельское поселение  |
| 146 | Шимоновка          | деревня | 9         | Череповское сельское поселение    |
| 147 | Шипы               | деревня | 6         | Кожуховичское сельское поселение  |
| 148 | Шишки              | деревня | 29        | Череповское сельское поселение    |
| 149 | Юрковщина          | деревня | 3         | Городищенское сельское поселение  |

### Упразднённые населённые пункты
- деревни Захарино (Хиславичский район), Моисеевка[28], Долгий Мост Печерского сельского поселения; Зимницы, Печище, Пмк (включена в д. Городище), Новые Сиваи (Старые Сиваи переименованы в Сиваи) Городищенского сельского поселения;  Миловка Череповского сельского поселения; Бизюки[29], Максимовка[29], Селище[29] Колесниковского сельского поселения.

## Экономика
Сельское хозяйство специализируется на молочно-мясном животноводстве и зерноводстве. Промышленность: сырзавод, льнозавод, спиртзавод Фроловский.

## Туризм
На территории района в деревне Большие Лызки находится агроусадьба «Екатеринки», на территории которой располагается закрытая территория с частным озером, вейк-парком и фермерским хозяйством.

## Транспорт
Автодорога областного значения Хицовка — Хиславичи — Мстиславль.

## Достопримечательности и культура
- Успенская церковь 1902 г. — деревня Зарево (церковь разрушена)
- Церковь Покрова 1824—1827 гг. — деревня Черепово (церковь разрушена)
- Церковь в деревне Заречье — деревня Заречье (церковь разрушена)
- Ильинская церковь — село Скверета (церковь разрушена)
- Спасская церковь в деревне Пиряны 1899 г. — деревня Пиряны (церковь разрушена)
- Борисо-Глебская церковь 1880 г. — посёлок Хиславичи (церковь действует)
- Церковь в честь иконы Божией Матери «Скоропослушница» — деревня Городище (церковь новопостроенная 2010 г.)